# Bachelard (rivière)
Pour les articles homonymes, voir Bachelard (homonymie).
Le Bachelard est une rivière française du département des Alpes-de-Haute-Provence (dans la région de Provence-Alpes-Côte d'Azur) et un affluent en rive gauche de l'Ubaye, c'est-à-dire un sous-affluent du Rhône par la Durance.

## Géographie

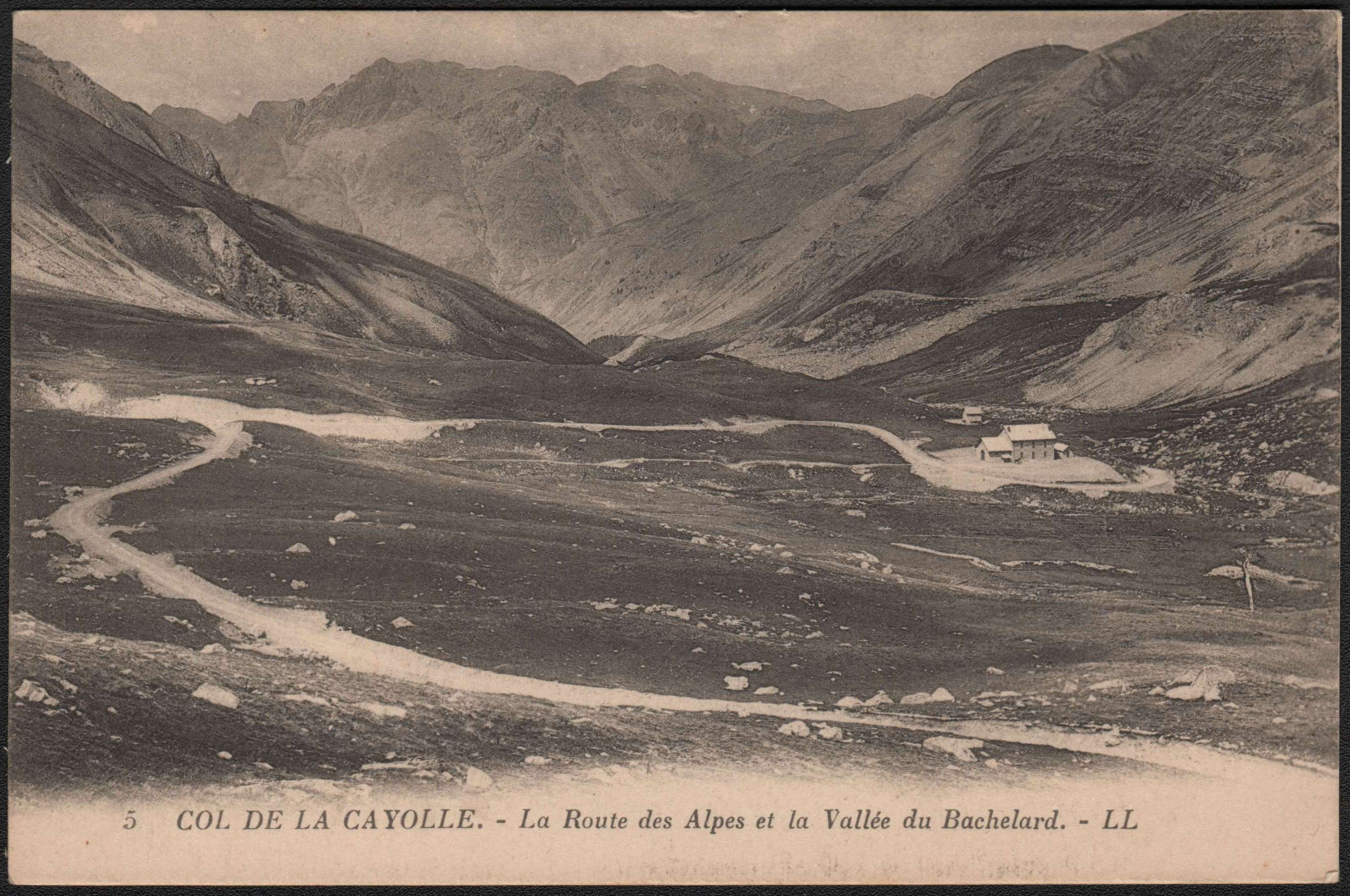
Le Col de la Cayolle à l'est du Bachelard près de sa source sur Uvernet-Fours.

De 27 kilomètres de longueur, le Bachelard prend sa source dans la commune d'Uvernet-Fours à 2 850 mètres d'altitude, au sud du Trou de l'Aigle (2 961 m) et à l'ouest du col de la Cayolle 2 326 m.
Le Bachelard coule globalement du sud-est vers le nord-ouest, en traversant la forêt domaniale de Bachelard.
Le Bachelard conflue, en rive gauche de l'Ubaye, à la limite des deux communes de Barcelonnette et Uvernet-Fours, à 1 115 mètres d'altitude.
Les cours d'eau voisins sont, dans le sens des aiguilles d'une montre, l'Ubaye au nord-ouest, au nord et au nord-est, la Tinée à l'est et au sud-est, le Var au sud, le Verdon au sud-ouest, le Grand Riou de la Blanche et Riou Bournia à l'ouest.

### Communes et cantons traversés
Dans le seul département des Alpes-de-Haute-Provence (04), le Bachelard traverse les deux communes suivantes, dans le sens amont vers aval, de Uvernet-Fours (source), Barcelonnette (confluence).
Soit en termes de cantons, le Bachelard traverse un seul canton, prend source et conflue dans le même canton de Barcelonnette, le tout dans l'arrondissement de Barcelonnette.

### Bassin versant
Le Bachelard traverse une seule zone hydrographique « L'Ubaye du Riou Versant au Bachelard inclus » (X043) pour une superficie de 696 km2. Ce bassin versant est composé à 94,21 % à de « forêts et milieux semi-naturels », 5,01 % de « territoires agricoles », à 0,77 % de « territoires artificialisés ».

## Affluents

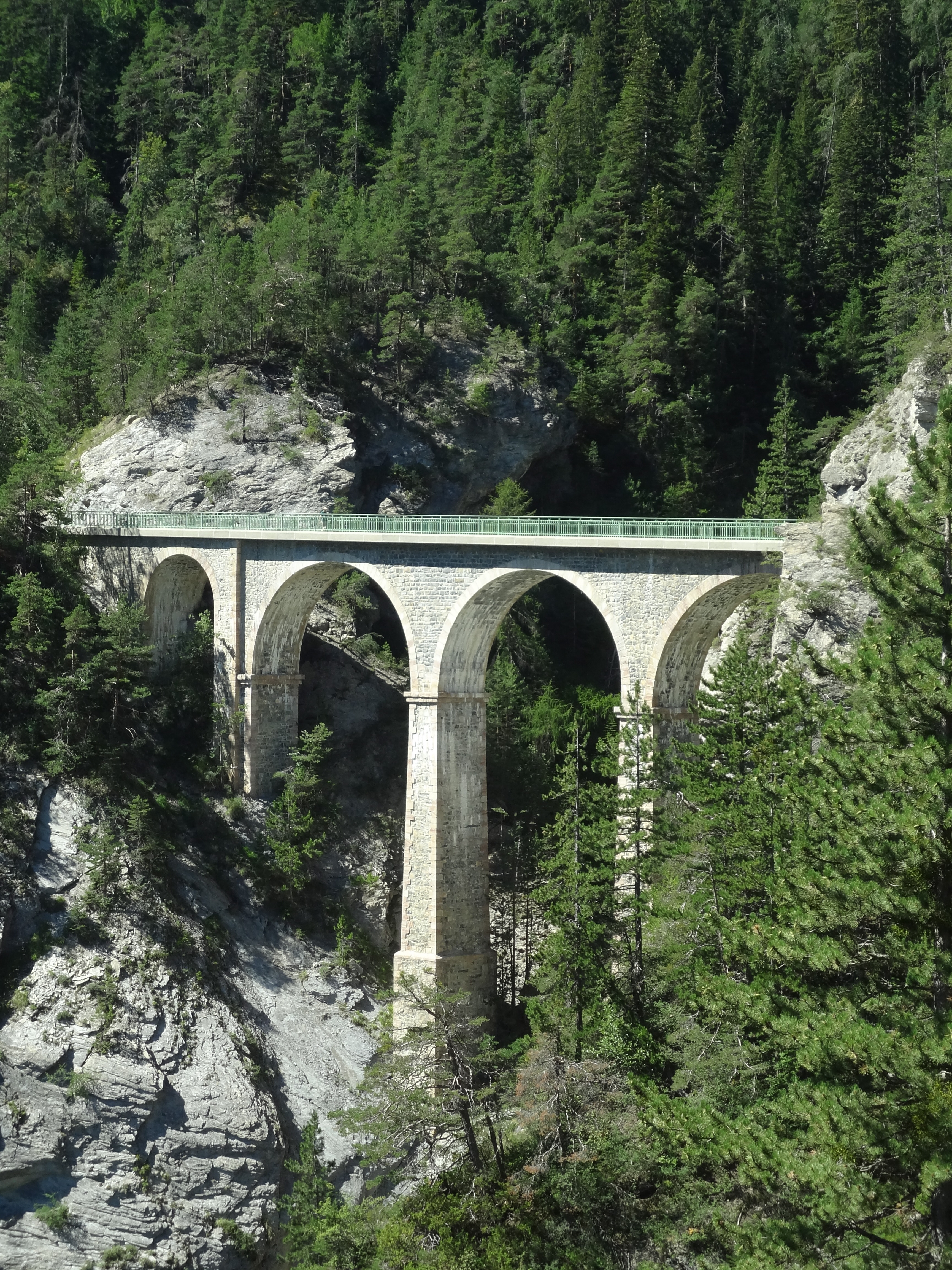
Le Pont du Fau sur le ravin du Fau à 1350 m à Uvernet-Fours.

Le Bachelard a quatorze tronçons affluents référencés :
- le Ravin de la Grande Cayolle (rg[note 1]) 3,3 km, sur la seule commune de Uvernet-Fours.
- le ravin de Sanguinerette (rd), 4,5 km, sur la seule commune de Uvernet-Fours.
- le ravin de la Moutière (rd), 7 km, sur la seule commune de Uvernet-Fours avec un affluent :
  - le ravin de Restefond, 7 km, sur les deux communes de Jausiers et Uvernet-Fours
- le Rieu de la Saume (rg), 3,7 km, sur la seule commune de Uvernet-Fours.
- le torrent de Julien (rd), 3,8 km, sur la seule commune de Uvernet-Fours.
- le Combal (rd), 1,9 km, sur la seule commune de Uvernet-Fours.
- le Lou Couni (rd), 1,7 km, sur la seule commune de Uvernet-Fours.
- le Riou de la Pousterie ou riou de Clot Rougièra (rg), 3 km, sur la seule commune de Uvernet-Fours avec un affluent :
  - le Riou de Jas de la Vache (rd), 1,6 km, sur la seule commune de Uvernet-Fours.
- le Riou des Arces (rg), 2,4 km, sur la seule commune de Uvernet-Fours.
- la Ravin de Paluel (rg), 4,2 km, sur la seule commune de Uvernet-Fours avec trois affluents :
  - le Riou du Pissart (rd), 1,2 km, sur la seule commune de Uvernet-Fours.
  - le Riou du Triaire (rg), 1,5 km, sur la seule commune de Uvernet-Fours.
  - le Riou de Barrème (rg), 1,8 km, sur la seule commune de Uvernet-Fours.
- le Torrent des Agneliers (rg), 7 km, sur la seule commune de Uvernet-Fours avec cinq affluents :
  - le Riou du Four (rg), 1,7 km, sur la seule commune de Uvernet-Fours.
  - le Riou de la Blacheta (rg), 1,6 km, sur la seule commune de Uvernet-Fours.
  - le Riou de la Chabrièta (rg), 0,6 km, sur la seule commune de Uvernet-Fours.
  - le Riou de Pouret (rd), 2,8 km, sur la seule commune de Uvernet-Fours.
  - le Riou de Vescal (rd), 2,7 km, sur la seule commune de Uvernet-Fours.
- le Riou de la Blacha (rg), 1,2 km, sur la seule commune de Uvernet-Fours.
- le Riou Chanal (rd), 3,1 km, sur la seule commune de Uvernet-Fours.
- le ruisseau de la Combe (rd), 1,4 km, sur la seule commune de Uvernet-Fours

Le rang de Strahler est donc de trois.
Géoportail ajoute :
- le ravin du Fau (rg), avec le pont du Fau, pont routier de la route départementale RD 908.